# Комиссаров, Марк Михайлович
Комиссаров, Марк Михайлович (15 сентября 1928, Ленинград — 1998, США) — советский скрипач, ученик Вениамина Шера, лауреат конкурса Венявского 1957, заслуженный деятель искусств РСФСР (1991), доцент и профессор Ленинградской государственной консерватории имени Н. А. Римского-Корсакого.
Играл в дуэте с Т. Л. Фидлер, М. Карандашовой.
Записал концерт Мендельсона для скрипки с окрестром с Симфоническим оркестром Ленинградской государственной филармонии (дирижёр Б. Э. Хайкин), Концерт Сен-Санса си бемоль мажор для скрипки с оркестром — дирижёр Арвид Янсонс.
В 1992 году эмигрировал в США.